# Резолюция Совета Безопасности ООН 42
Резолюция Совета Безопасности ООН 42, принятая 5 марта 1948 года, призвала постоянных членов Совета консультироваться и информировать его о ситуации в Палестине и давать рекомендации Палестинской комиссии Организации Объединённых Наций. Резолюция также призвала все правительства и народы, особенно те, которые находятся около Палестины, помочь в сложившейся ситуации любыми возможными способами.
Резолюция была принята восемью голосами «за» при воздержавшихся Аргентине, Сирии и Соединенном Королевстве.